# Caladenia arenicola
Caladenia arenicola är en orkidéart som beskrevs av Stephen Donald Hopper och Andrew Phillip Brown. Caladenia arenicola ingår i släktet Caladenia och familjen orkidéer. Inga underarter finns listade i Catalogue of Life.

## Bildgalleri

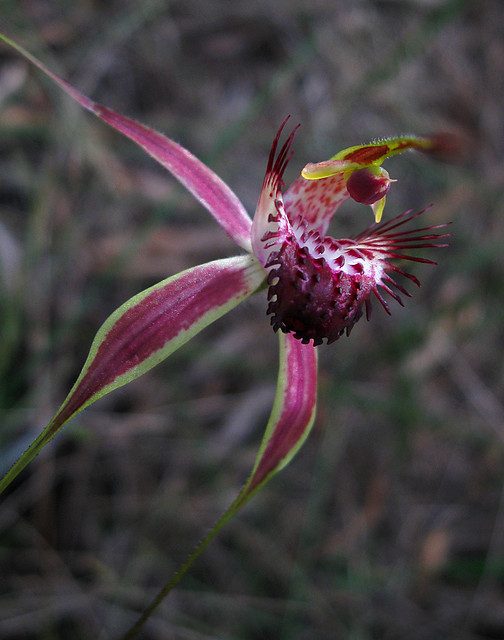
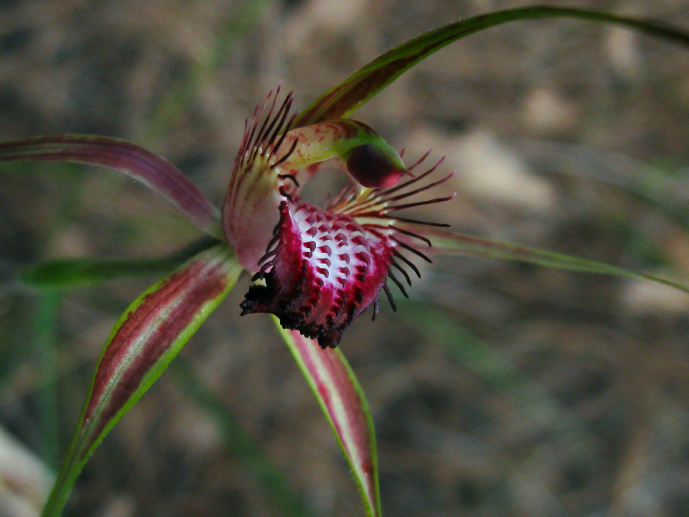
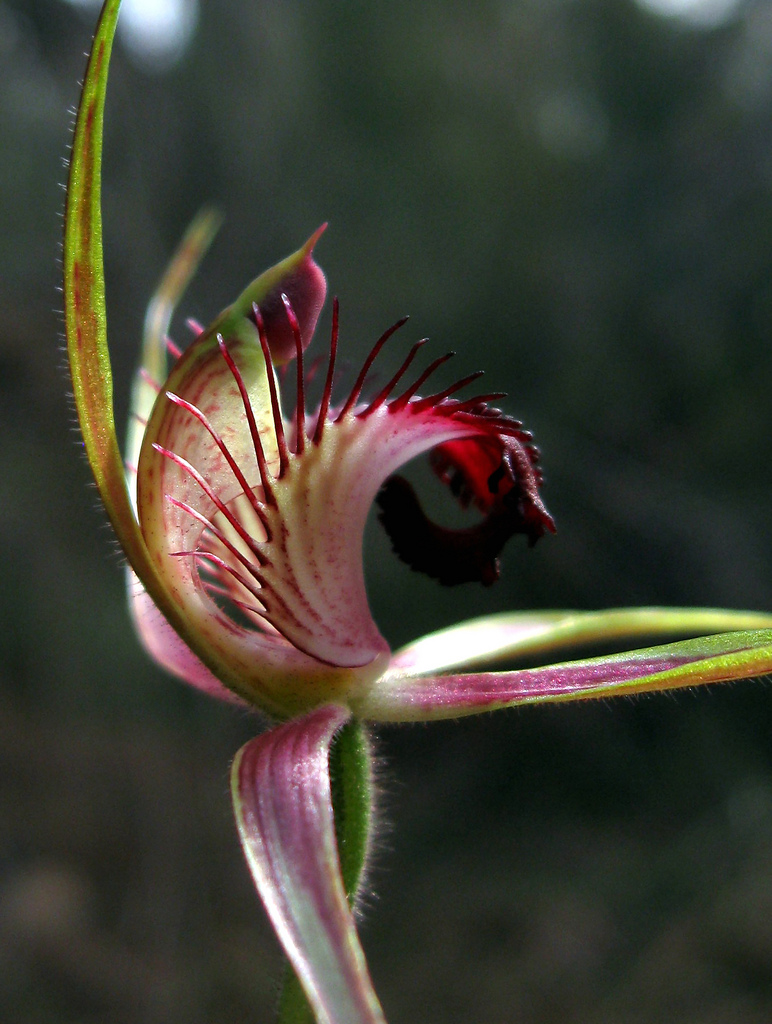
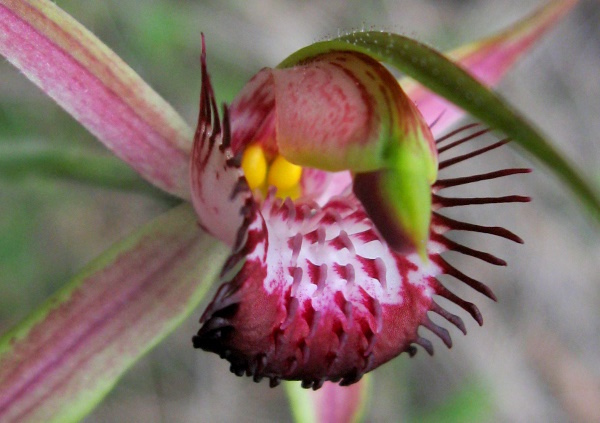